# Dinailurictis
Dinailurictis es un género extinto de mamífero carnívoro de la familia Nimravidae que vivió en Europa durante el periodo Oligoceno.